# Aloxe-Corton
Aloxe-Corton è un comune francese di 135 abitanti situato nel dipartimento della Côte-d'Or nella regione della Borgogna-Franca Contea. Il comune è noto per i suoi vigneti che producono alcuni dei migliori grand crus della Borgogna.

## Società

### Evoluzione demografica
Abitanti censiti